# Pradeels
Pradeels (Frans: Pradelles) is een gemeente in de Franse Westhoek, in het Franse Noorderdepartement (Frans: département du Nord). De gemeente ligt in Frans-Vlaanderen in de streek het Houtland en zij grenst aan de gemeenten Kaaster, Vleteren, Strazele, Oud-Berkijn en Borre. Aan de noordkant van Pradeels passeert de spoorlijn van de TGV tussen Rijsel en Calais en aan de zuidkant loopt de spoorlijn voor de normale treinen tussen Rijsel en Hazebroek. In Pradeels staat de Sint-Pieters-en-Sint-Pauluskerk. De gemeente telde op 1 januari 2022 404 inwoners.

## Geschiedenis
Pradeels werd voor het eerst vermeld in 1208, als Pradeles. Het is het verkleinwoord van het práta, wat weiland betekent. Omdat het woord práta van Romaanse oorsprong is, zou dit erop kunnen wijzen dat het dorp gesticht is door Romaanstaligen en pas later Vlaamstalig is geworden.
Tijdens de Eerste Wereldoorlog werd hier het Duitse Lenteoffensief (1918) gestuit. Het dorp leed grote schade tijdens deze oorlog.

## Geografie
De oppervlakte van Pradeels bedroeg op 1 januari 2022 3,27 vierkante kilometer; de bevolkingsdichtheid was toen 123,5 inwoners per km².

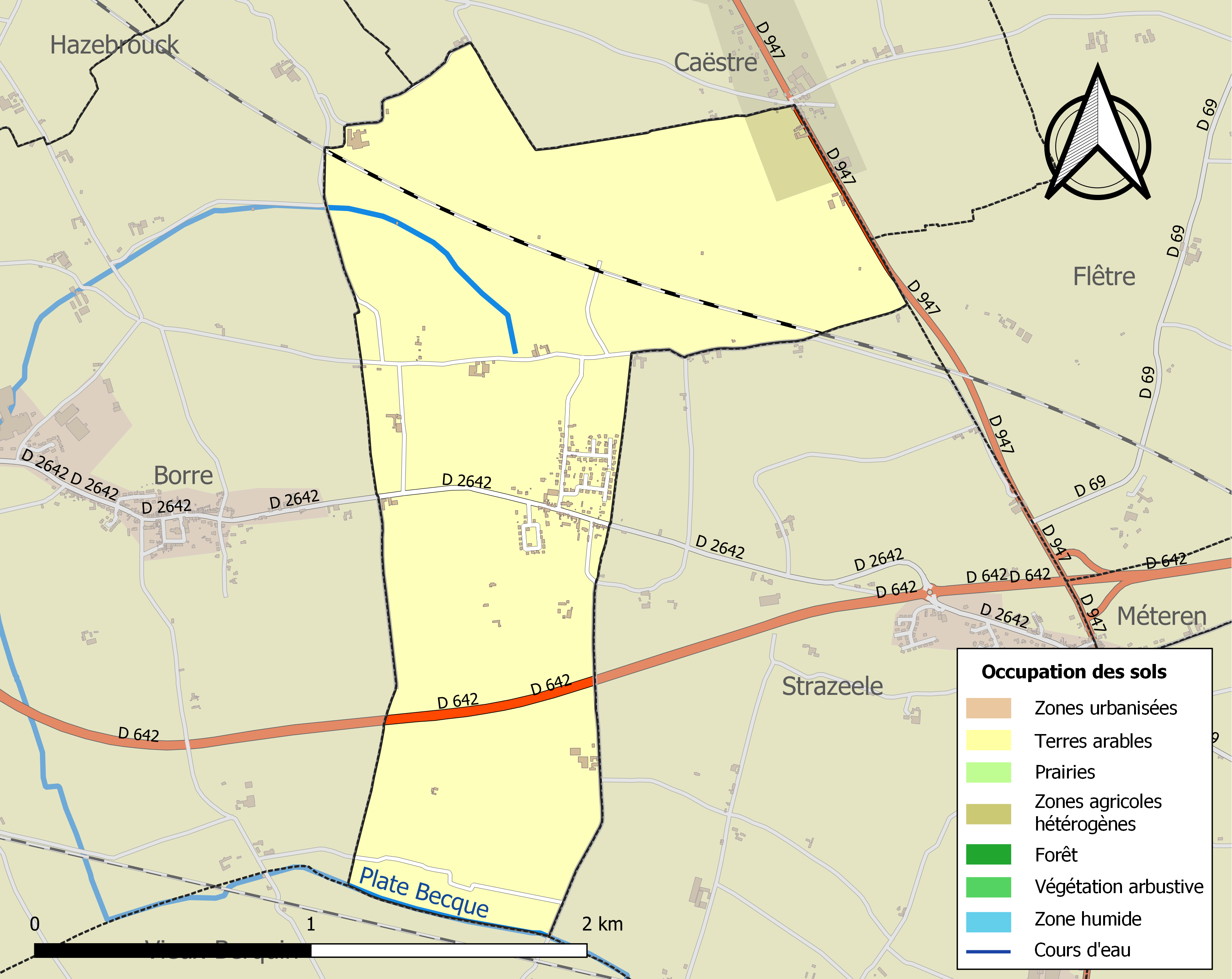
Kaart van de gemeente met belangrijkste infrastructuur, bodemgebruik en omliggende gemeenten

## Bezienswaardigheden
- De Sint-Pieter-en-Pauluskerk (Église Saint-Pierre et Saint-Paul)
- Op het Kerkhof van Pradeels bevinden zich een aantal Britse oorlogsgraven uit beide wereldoorlogen.

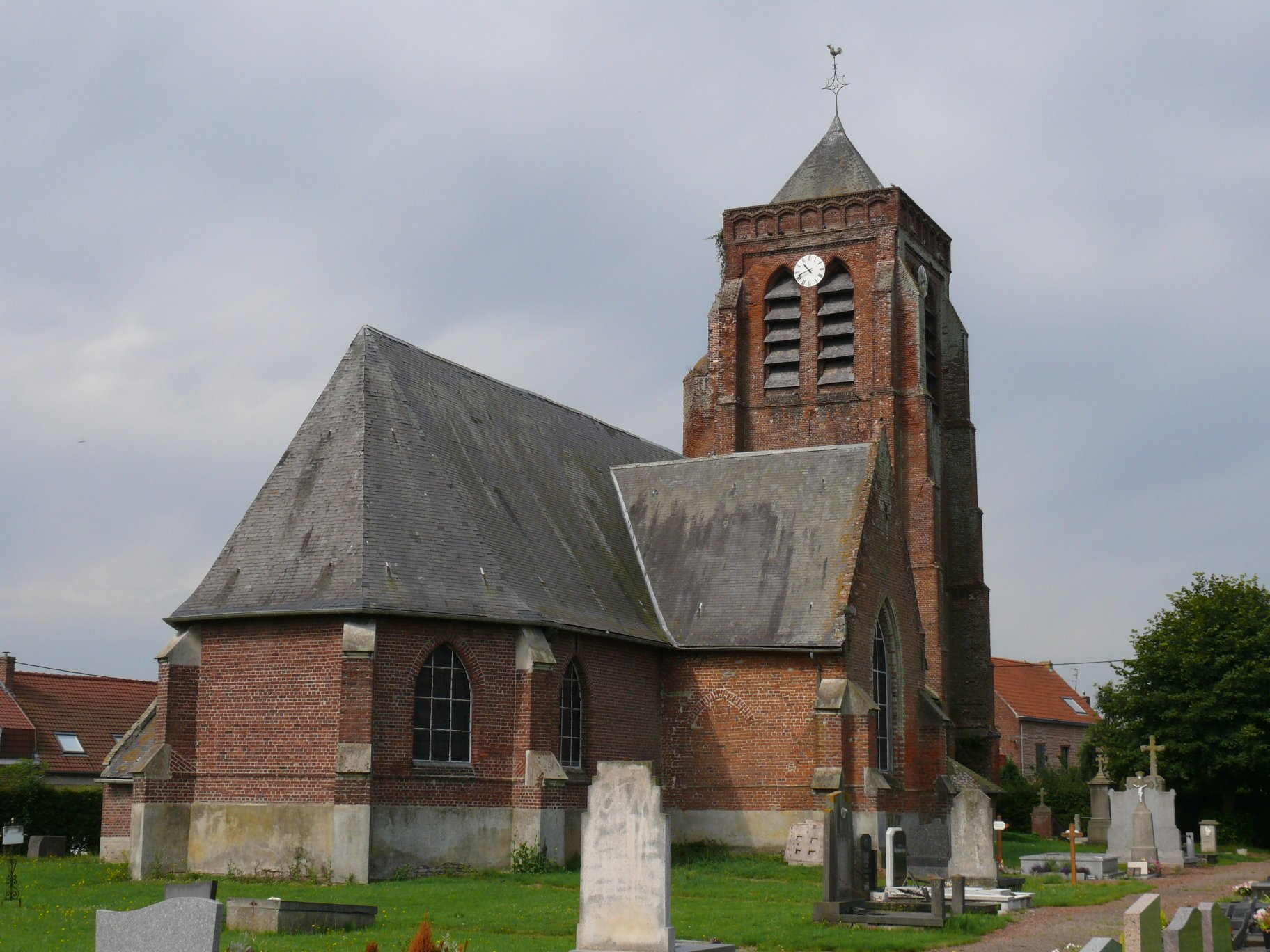
De Sint-Pieter-en-Pauluskerk
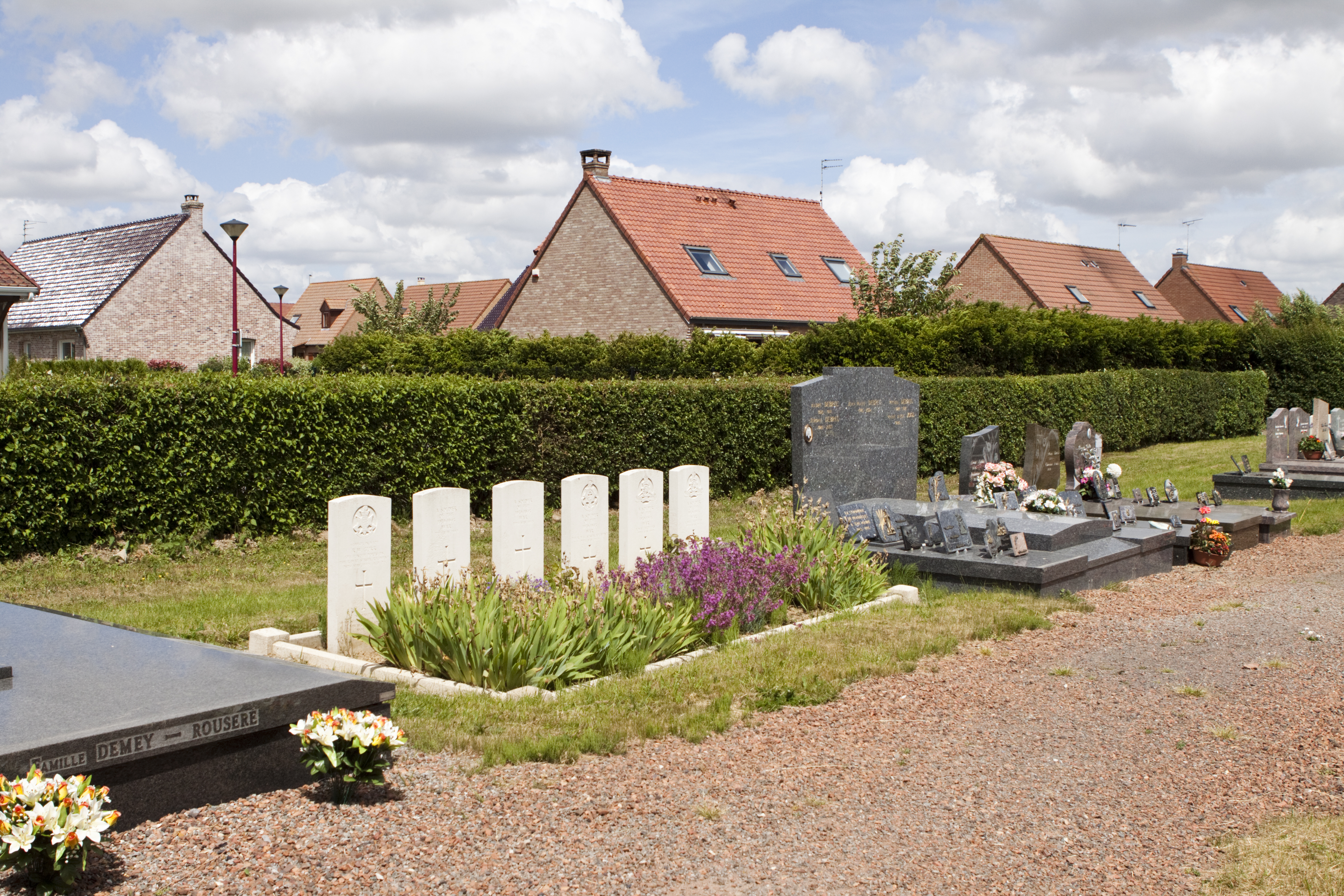
Het Kerkhof van Pradeels
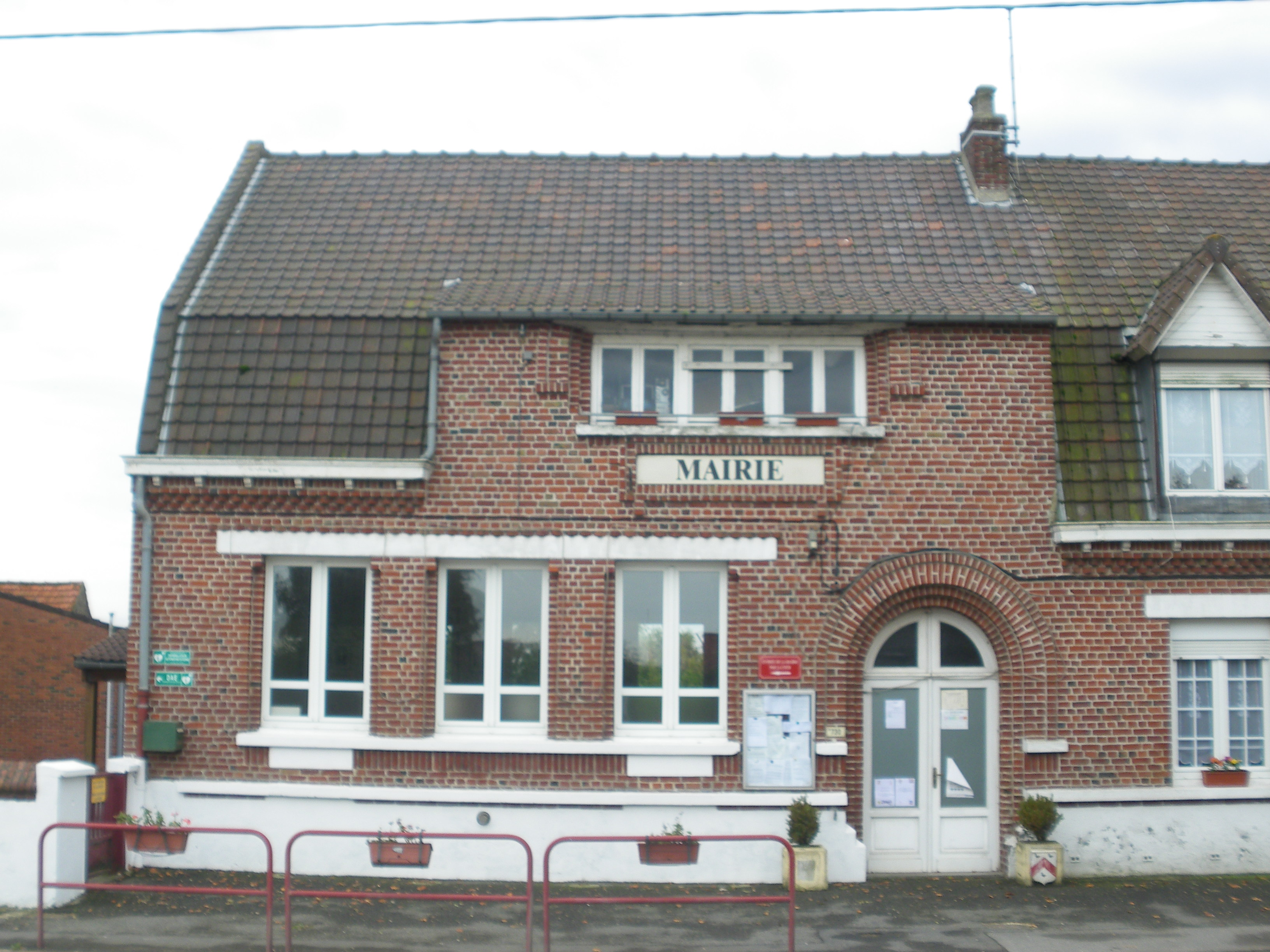
Het gemeentehuis van Pradeels

## Natuur en landschap
Pradeels ligt in het Houtland op een hoogte van 17-62 meter. Het eigenlijke dorp ligt op 25 meter hoogte.

## Demografie
Onderstaande figuur toont het verloop van het inwonertal (bron: INSEE-tellingen).

## Nabijgelegen kernen
Borre, Sec-Bois, Strazele
Belle · Berten · Boeschepe · Borre · Eke · Godewaarsvelde · Hondegem · Kaaster · Kassel · Merris · Meteren · Niepkerke · Okselare · Oud-Berkijn · Pradeels · Sint-Janskappel · Sint-Mariakappel · Sint-Silvesterkappel · Stapel · Steenwerk · Strazele · Vleteren · Zoeterstee
Armboutskappel · Arneke · Bambeke · Bavinkhove · Belle · Berten · Bieren · Bissezele · Blaringem · Boeschepe · Boezegem · Bollezele · Borre · Bray-Dunes · Broekburg · Broekkerke · Broksele · Buisscheure · Drinkam · Duinkerke · Ebblingem · Eke · Ekelsbeke · Eringem · Gijvelde · Godewaarsvelde · La Gorgue · Grand-Fort-Philippe · Grevelingen · Groot-Sinten · Hardefoort · Haverskerke · Hazebroek · Herzele · Holke · Hondegem · Hondschote · Hooimille · Houtkerke · Kaaster · Kapelle · Kapellebroek · Kassel · Killem · Kraaiwijk · Krochte · Kwaadieper · Lederzele · Ledringem · Leffrinkhoeke · Linde · Loberge · Loon · Meregem · Merkegem · Merris · Meteren · Millam · Moerbeke · Niepkerke · Nieuw-Berkijn · Nieuw-Koudekerke · Nieuwerleet · Noordpene · Ochtezele · Okselare · Oostkappel · Oud-Berkijn · Oudezele · Pitgam · Pradeels · Rekspoede · Rubroek · Ruisscheure · Sint-Janskappel · Sint-Joris · Sint-Mariakappel · Sint-Momelijn · Sint-Pietersbroek · Sint-Silvesterkappel · Sint-Winoksbergen · Soks · Spijker · Stapel · Steenbeke · Steenvoorde · Steenwerk · Stegers · Stene · Strazele · Terdegem · Téteghem-Coudekerque-Village · Tienen · Uksem · Vleteren · Volkerinkhove · Waalskappel · Warrem · Waten · Wemaarskappel · Westkappel · Wilder · Winnezele · Wormhout · Wulverdinge · Zegerskappel · Zerkel · Zermezele · Zoeterstee · Zuidkote · Zuidpene